# Bylubadagi, Tirthahalli
Bylubadagi là một làng thuộc tehsil Tirthahalli, huyện Shimoga, bang Karnataka, Ấn Độ.